# Sericia paecila
Sericia paecila är en fjärilsart som beskrevs av Achille Guenée 1852. Sericia paecila ingår i släktet Sericia och familjen nattflyn. Inga underarter finns listade i Catalogue of Life.